# Dromore Woods and Loughs SAC
Dromore Woods and Loughs SAC este o arie protejată (arie specială de conservare — SAC, sit de importanță comunitară — SCI) din Irlanda întinsă pe o suprafață de 872,1 ha, integral pe uscat.

## Localizare
Centrul sitului Dromore Woods and Loughs SAC este situat la coordonatele 52°55′39″N 8°57′54″W / 52.927385°N 8.965119°V.

## Înființare
Situl Dromore Woods and Loughs SAC a fost declarat sit de importanță comunitară în noiembrie 1997 pentru a proteja 8 specii de animale. Situl a fost protejat și ca arie specială de conservare în martie 2020.

## Biodiversitate
Situată în ecoregiunea atlantică, aria protejată conține 3 habitate naturale: Lacuri eutrofice naturale cu vegetație de tip Magnopotamion sau Hydrocharition, Liziere de ierburi înalte hidrofile de câmpie și de nivel montan până la alpin, Lespezi calcaroase.
La baza desemnării sitului se află mai multe specii protejate:
- păsări (6): rață pitică (Anas crecca), rață fluierătoare (Anas penelope), rața moțată (Aythya fuligula), lebădă de iarnă (Cygnus cygnus), lișiță (Fulica atra), nagâț (Vanellus vanellus)
- mamifere (2): vidră de râu (Lutra lutra), liliacul mic cu potcoavă (Rhinolophus hipposideros)

Pe lângă speciile protejate, pe teritoriul sitului au mai fost identificate 2 specii de amfibieni, 5 specii de mamifere, 5 specii de nevertebrate.